# امامزاده پیر غازی
امامزاده پیر غازی مربوط به دوران‌های تاریخی پس از اسلام است و در دهدشت، شمال شهر واقع شده و این اثر در تاریخ ۲۵ اسفند ۱۳۷۹ با شمارهٔ ثبت ۳۵۶۱ به‌عنوان یکی از آثار ملی ایران به ثبت رسیده است.